# خوسه مانوئل مورنو (دوچرخه‌سوار)
خوسه مانوئل مورنو (اسپانیایی: José Manuel Moreno‎؛ زادهٔ ۷ مهٔ ۱۹۶۹) دوچرخه‌سوار پیشین اهل اسپانیا است.
وی در مسابقات کشوری و بین‌المللی در مجموع برندهٔ ۱ مدال طلا شده‌است.